# Machos alfa (série télévisée)
Machos alfa ou Mâles alpha au Québec, est une série télévisée espagnole créée par les frère et sœur Alberto et Laura Caballero et mise en ligne depuis le 30 décembre 2022 sur Netflix.

## Synopsis
La série est centrée sur la vie de quatre hommes quadragénaires (joués par Fernando Gil, Raúl Tejón, Gorka Otxoa et Fele Martínez) qui voient comment leurs privilèges masculins disparaissent à la suite des changements sociaux contemporains et de la nouvelle place des femmes.
Les quatre amis se voient dans l'obligation de s'adapter.

## Distribution

### Acteurs principaux
- Gorka Otxoa (es) (VF : Benoît Du Pac) : Santi
- Fele Martínez (VF : Constantin Pappas) : Luis Bravo
- Fernando Gil (es) (VF : Matthieu Albertini) : Pedro Aguilar
- Raúl Tejón (es) (VF : Laurent Maurel) : Raúl Camacho
- Paula Gallego (es) (VF : Alice Orsat) : Álex
- Raquel Guerrero (VF : Charlotte Correa) : Esther Alonzo
- María Hervás (es) (VF : Victoria Grosbois) : Daniela Galván
- Kira Miró (VF : Vanessa Van-Geneugden) : Luz Ferreiro

### Acteurs récurrents
- Santi Millán (VF : Jérôme Pauwels) : Patrick
- Cayetana Cabezas (VF : Laetitia Laburthe-Tolra) : Blanca
- Virginia Rodríguez : Cristina
- Silvia Marty : Carmen
- Nacho Rubio : Jero
- Nazaret Aracil (VF : Marie Tirmont) : Cynthia Galván
- Nathalie Seseña : la psychologue
- Roger Berruezo (VF : Xavier Couleau) : Guillermo
- María Castro : Eugenia

### Acteurs invités
- Fanny Gautier : Esperanza
- Jordi Sánchez (VF : Jérémy Bardeau) : Rodrigo
- Mar Saura :  Verónica
- Raúl Peña : Rafa

 Source et légende : version française (VF) sur RS Doublage

## Épisodes

### Première saison (2022)
1. En déconstruction (En deconstrucción)
2. Ce qui nous bouffe (Lo que te absorbe es la vida)
3. La Masculinité toxique (Masculinidad tóxica)
4. Buvez ! (Hierbas ibicencas)
5. Hétéroflexibles sensibles (Heteroflexibles sensibles)
6. Contente du résultat ? (La que has liado)
7. La dernière fois que tu as pleuré (¿Cuándo lloraste por última vez?)
8. Ça se passait tellement bien (Con lo bien que estábamos)
9. Le Moïse de tous les machos (El Moisés de los machirulos)
10. Dé(cons)truits (O falla el temario o fallamos nosotros)

### Deuxième saison (2024)
1. Tout déconstruit (Me siento como… deconstruido)
2. De beaux rêves (¿Tú tienes sueños?)
3. Retournement de situation (Dale la vuelta)
4. Toquer avant d'entrer (Pregunta antes de entrar)
5. Ne surtout pas tomber amoureux (No te putopilles)
6. Un lundi ? (¿Un lunes?)
7. La Confrérie (Los chicos de la hermandad)
8. Hétéro (Soy hetero)
9. Être une femme (¿Qué es ser mujer?)
10. Pour une fois (Para una vez que nos juntamos…)

### Troisième saison (2025)
1. Des hommes en évolution (Hombres evolucionantes)
2. Je parie qu'elle est lesbienne (Bollera fijo)
3. Celui qui est accro se fait avoir (El que se pilla pierde)
4. Deux plus deux (Dos más dos...)
5. Ouvre les yeux (Amiga, date cuenta)
6. Les mâles bêta (Machos beta)
7. Le pacte patriarcal (Pacto patriarcal)
8. Une erreur intentionnelle (Equivocarse adrede)
9. Zéro contact (Contacto cero)
10. Si les gens continuent à se marier… (La gente se sigue casando)